# Ayana Tsubaki
Chosuke Ikariya 椿姫 彩菜 (Tsubaki Ayana?) (Tokyo, 15 luglio 1984) è un personaggio televisivo e modella giapponese.

## Biografia
Tsubaki si immatricolò all'Università Aoyama Gakuin come maschio, abbandonandola al secondo anno per lavorare ad un bar per transessuali nella Kabukichō di Tokyo.
A luglio 2006, si sottopose alla chirurgia di riassegnazione del sesso nella provincia di Phuket, in Thailandia, ufficializzando a dicembre il passaggio da uomo a donna nel koseki (registro di famiglia). All'aprile dell'anno successivo riprese gli studi universitari.
Tsubaki lavora come modella per il fashion magazine per ragazze Koakuma Ageha.

## Apparizioni televisive
- Sunday Japon (サンデージャポン?) (Tokyo Broadcasting System)[1]
- (就活のムスメ?, Shukatsu no Musume) (TV Asahi, 2009)[4]

## Opere
- (わたし、男子校出身です?, Watashi, danshikō shusshin desu) (giugno 2008)[3]
- C'est ma vie, photo book (ottobre 2008)
- Tsubaki izen (椿姫以前, Before Tsubaki) (gennaio 2009)